# Ciro Redondo
Ciro Redondo García (Artemisa, 9 de diciembre de 1931-Sierra Maestra, 29 de noviembre de 1957) fue un revolucionario cubano que participó en la toma de cuartel Moncada en 1953 y formó parte del ejército guerrillero del Movimiento 26 de Julio. Llegó a alcanzar el Grado de  capitán. Murió en combate contra las tropas del ejército de Fulgencio Batista en 1957, a los 25 años de edad.

## Biografía
Ciro Redondo fue uno de los jóvenes que siguieron a Fidel Castro en el asalto al Cuartel Moncada el 26 de julio de 1953 con el fin de cuestionar la dictadura de Fulgencio Batista. El acto y el posterior enjuiciamiento y prisión hicieron de Fidel Castro una celebridad respetada en la Isla. Redondo también fue juzgado y condenado a cumplir prisión en la isla de Pinos, siendo amnistiado con los demás rebeldes en mayo de 1955.
Inmediatamente después de ser liberado Ciro Redondo se exilió en México donde integró el grupo del Movimiento 26 de Julio que se entrenó militarmente para formar el primer contingente guerrillero con el fin de derrocar la dictadora de Fulgencio Batista.
El 2 de diciembre de 1956 fue uno de los 82 hombres que se embarcaron en el yate Granma con el fin de desembarcar en Cuba y abrir un frente guerrillero. Fue uno de los 22 soldados que sobrevivieron o no fueron detenidos en la emboscada de Alegría de Pío y se instalaron en Sierra Maestra.
Redondo actuó en los combates de La Plata, Arroyo del Infierno, Alto de Espinosa, El Uvero, El Hombrito y otros. Debido a su valor y las condiciones de mando fue designado como uno de los cuatro lugartenientes de la Cuarta Columna (realmente la segunda columna) comandada por el Che Guevara, alcanzó el grado de Capitán.
Ciro Redondo murió el 29 de noviembre de 1957 en el combate de Mar Verde, durante una emboscada. Póstumamente fue ascendido al grado de comandante. Meses después, cuando se organizó la Octava Columna al mando del Che Guevara con la misión de dirigirse hacia Escambray, se la nombró con el nombre de "Ciro Redondo". Sus restos mortales se preservan en el Mausoleo de los Mártires de Artemisa en esa localidad cubana. En 2011, Ciro Redondo fue elegido como "Patriota Insigne" de la recién creada Provincia de Artemisa.

## Cultura popular
Ciro Redondo fue interpretado por el actor venezolano Édgar Ramírez en la película Che, protagonizada por el actor puertorriqueño Benicio Del Toro y dirigida por Steven Soderbergh.